# Музична академія Ференца Ліста

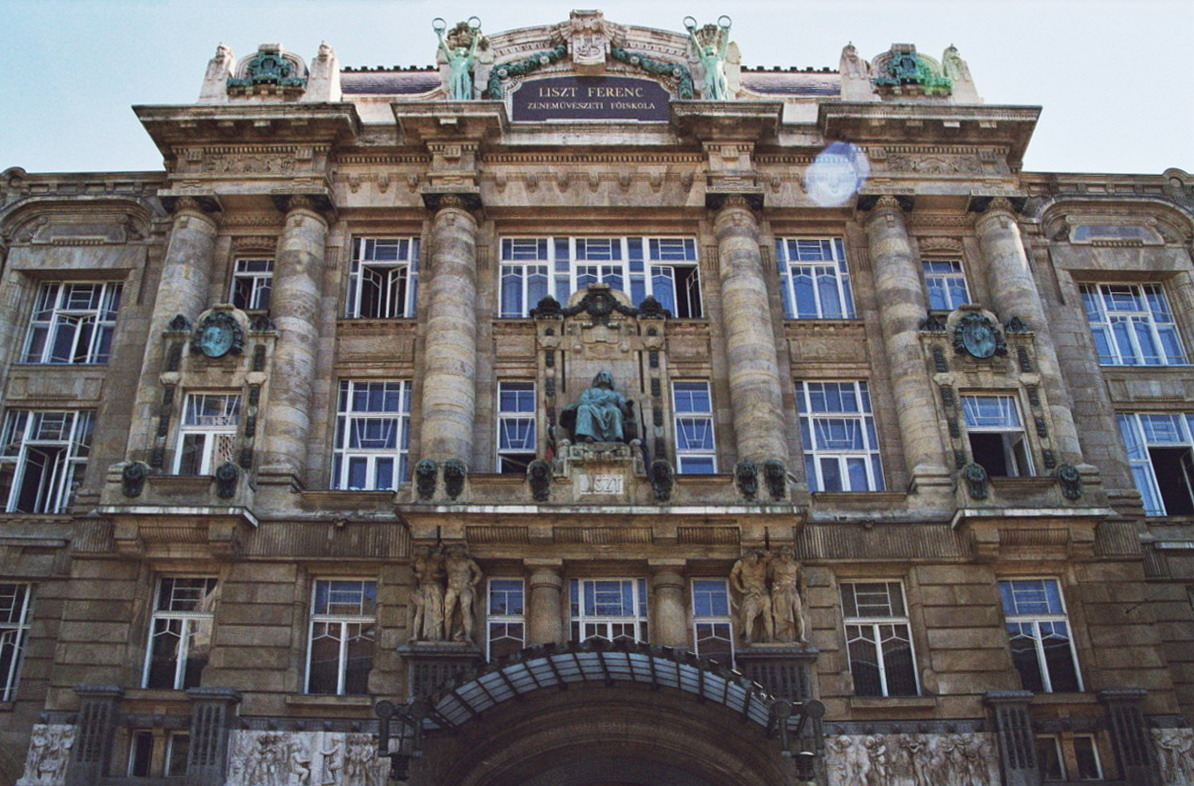
Фасад головного будинку Академії, побудованого в 1907 (у центрі бронзова статуя Ференца Ліста)

Музична академія Ференца Ліста (угор. Liszt Ferenc Zeneművészeti Egyetem) — провідний вищий музичний навчальний заклад Угорщини, розташований у Будапешті.

## Історія
Заснована в 1875 році Ференцем Лістом і спочатку розташовувалася в його власному будинку.
До 1919 року називалася Королівською Угорською академією музики (нім. Königlich-Ungarische Musikakademie), потім просто Музичним коледжем, в 1925 році отримала свою нинішню назву.
До складу Академії входять також музей і дослідницький центр Ліста а також музичне училище імені Бартока.
Серед видатних музикантів що викладали в Академії — Бела Барток, Золтан Кодай, Вілмош Татраі, Дьордь Цифра та інші.